# Lise Rønne
Lise Rønne (født 1. november 1978 i Viborg) er en dansk tv-vært.

## Uddannelse
Student fra Viborg Katedralskole i 1997.
Hun har en bacheloruddannelse i medievidenskab fra Aarhus Universitet og en diplomuddannelse i journalistik.

## Karriere
Lise Rønne kom som 22-årig i praktik på tv-stationen MTV i London som producerassistent. Hun har været studievært på Boogie (DR1), Rundfunk (TV 2), Ungefair (DR1) og Dagens Danmark (DR1). Hun arbejdede fra den 1. januar 2006 på halv tid på TV-Avisen og halv tid på Dagens Danmark, indtil hun fra den 1. januar 2007 blev researcher og reporter på DR1's Aftenshowet og endelig fra den 1. august 2007 som redaktør. Fra 2011 er hun redaktør i DR Medier, men vil fortsat varetage enkelte værtsopgaver.
I 2005 blev Lise Rønne tilbudt at afløse tv-værten Andrea Elisabeth Rudolph som medvært til Peter Hansen i TV2-programmet Vild med dans. Hun takkede dog nej for at følge den journalistiske karriere hos Danmarks Radio. Hun var i 2008, 2009, 2011, 2012 og 2021 vært på den danske version af talent-showet X Factor. Hun var vikar for Louise Wolff på Aftenshowet i foråret 2008. To gange har hun været vært i Dansk Melodi Grand Prix. Første gang, i 2011, sammen med Felix Smith, som hun tidligere arbejdede sammen med på Rundfunk i 2004, og anden gang, i 2013, sammen med Sofie Lassen-Kahlke og Louise Wolff.
I 2014 blev Lise Rønne, sammen med Pilou Asbæk og Nikolaj Koppel udpeget til vært ved Eurovision Song Contest 2014, der blev afholdt i maj 2014 i København.
I 2021 deltog hun i sæson 18 af Vild med dans sammen med den professionelle danser Silas Holst, hvor parret kom på andenpladsen.
I 2025 var hun vært på Feltet - Danmarks største quizkamp.

## Privat
Lise Rønne har siden slutningen af 2008 dannet par med Mikkel Lucas Overby. Den 18. marts 2010 fødte hun parrets første barn, Nelson.
Parret har også datteren Eva, som blev født 5. september 2012. 
Hun har tidligere dannet par med Rune Tolsgaard fra det populære satireprogram Drengene fra Angora, og journalisten Nikolaj Thomassen.